# 维贾尔波尔
维贾尔波尔（Vijalpor），是印度古吉拉特邦Navsari县的一个城镇。总人口53912（2001年）。

## 人口
该地2001年总人口53912人，其中男性29115人，女性24797人；0—6岁人口7028人，其中男3792人，女3236人；识字率72.87%，其中男性为78.53%，女性为66.24%。